# Ambrose Neponucene Trelawny Meneces
Ambrose Neponucene Trelawny Meneces, britanski general, * 19. marec 1904, London, † 28. maj 1979.